# HTR-PM
HTR-PM （球床模块式高温气堆冷堆核电站）是中国的小型模块化核反应堆。它是世界上第一个高温气冷（HTGR）球床第四代反应堆原型。该反应堆单元的热功率为250 MW，两个反应堆连接到一个蒸汽涡轮机上，可产生210 MW的电力。 它的作用是取代中国内地的燃煤电厂，实现中国到 2060 年实现碳中和的计划。 

## 历史
HTR-PM 是一种高温气冷反应堆(HTGR)，部分基于早期的HTR-10原型反应堆。  2001年启动了高温气冷堆球床组件（ HTR - PM ）示范工程。 首座示范电厂由两座反应堆驱动一台蒸汽轮机组成，于 2012 年 12 月在山东省石岛湾核电厂开工。两座反应堆的压力容器于 2016 年安装完毕。 2020年4月28日，HTR-PM示范工程第一反应堆蒸汽发生器壳体、热气导管壳体和反应堆压力容器壳体配对成功，为安装主氦风机铺平了道路。  
HTR-PM 的冷功能测试已于 2020 年 10 月至 2020 年 11 月成功完成。空气和氦气混合物在主冷却剂回路中被加压到最大 8.9 MPa。 在冷功能测试之后，热测试分三个阶段进行：真空除湿、加热除湿和热功能测试。热测试于 2020 年 12 月开始，并将在反应堆上线之前继续进行。  2021 年 9 月 12 日，两座反应堆中的第一座达到临界。  2021 年 11 月 11 日，二号反应堆达到首次临界。  2021年12月20日，一号反应堆并入国家电网并开始发电。 

## 顾虑
根据德国AVR 反应堆的经验，建议对这种类型的反应堆采取额外的安全措施。 